# Vincent Graton
Pour les articles homonymes, voir Graton.
Vincent Graton (né le 13 mai 1959 à Saint-Laurent, Québec) est un acteur et animateur québécois.

## Biographie
Vincent Graton est né dans une famille d'artistes, notamment sa tante, l'actrice Françoise Graton et son frère Benoît Graton. Il est l'oncle du chef Olivier Graton et de  sa nièce, l'actrice Rachel Graton. Père de quatre enfants, les deux premiers lors de son union avec l'actrice Geneviève Rioux, les deux autres avec l'animatrice France Beaudoin avec qui il est marié,,.
Il est diplômé du Conservatoire d'art dramatique de Montréal, promotion 1981. Il s'est fait connaître grâce au téléroman Le Parc des braves.
De 1989 à 1995, il incarne le personnage de Gabriel Lévesque de la 4e à la 7e saison dans la série Chambres en ville avec d'autres comédiens débutants leur carrière d'acteurs dont Gregory Charles, Anne Dorval, Francis Reddy, Patricia Paquin, Julie Deslauriers, etc.
En 2003, il incarne Marc Trudeau durant 15 saisons dans le téléroman L'Auberge du Chien Noir qui se terminera en 2017. De tous les comdiens de cette émission, il est celui qui est le plus présent dans le plus grand nombre de scène,.
En 2014, il anime l'émission Ma caravane au Québec sur les ondes de TV5.
En 2024, la réalisatrice Lyne Charlebois le choisi pour incarner le personnage de Joseph Gauvreau dans le film Dis-moi pourquoi ces choses sont si belles sur le frère Marie-Victorin et sa complice Marcelle Gauvreau.
En 2024, il anime une série documentaire Climat d’urgence sur les bouleversements climatiques internationaux que subient la planète, les conséquences sur les peuples touchés et il aborde des solutions. La série est diffusée sur la chaine TV5. Il voyage autour du monde pour réaliser ce tournage et visite le Kenya, l'Alaska, le Japon, le Pérou, la Grèce et le Bengladesh ,,.
En 2025, il incarne Maurice Boucher dans la série de six épisodes: L'appel, de l'auteur Luc Dionne, réalisée par Julie Perreault, diffusée sur Illico+, qui relate le deuxième procès des motards criminalisés, Hells Angels  chapeauté par la juge France Charbonneau conseillère judiciaire sur ce procès qui a eu lieu à Montréal de 1997 à 2002,,.

## Citations
Lors d'une entrevue à la radio de Radio-canada, il précise sa vision d'un acteur: « Je me suis toujours considéré comme un travailleur culturel, et l’espèce d’élitisme qui peut entourer la culture, j’ai toujours haï ça ». Puis, il ajoute: « Je trouve que les artistes sont comme des observateurs de la société et ils le traduisent en art. ».
Sur les problèmes climatiques, il explique:« C’est implacable comme réalité, mais en même temps il faut résister et mobiliser, sinon on est mort. ».

## Filmographie
- 1982: Les Fleurs sauvages
- 1984: Le Parc des braves (série télévisée): Émile
- 1987: L'Héritage (série télévisée): Florent Corbin
- 1988: La Maison Deschênes (série télévisée): David Deschênes
- 1989-1996: Chambres en ville (série télévisée): Gabriel
- 1991: Le Complexe d'Édith
- 1991: L'Empire des lumières
- 1996: Le Retour (série télévisée): Olivier Graham
- 1998: La Part des anges (série télévisée): Jérôme Paradis
- 2000: Le Chapeau ou l'Histoire d'un malentendu (court métrage) de Martin Cadotte
- 2001: La Vie, la vie (série télévisée): Jacques
- 2003-2017: L'Auberge du chien noir (série télévisée): Marc Trudeau
- 2005: Familia: Charles
- 2010: Tactik: Vlad Vesko
- 2011: 19-2: Jean-Pierre Harvey
- 2015: Mon ex à moi: Papa Richard
- 2016-2017: Au secours de Béatrice: Gabriel Simon
- Depuis 2018: Une autre histoire: Ronald Blanchette
- 2019: Faux Départs: Père d'Ugo
- 2019: Les Barbares de La Malbaie de Vincent Biron: Dan Gé, agent de joueurs
- Depuis 2023 : L'Air d'aller (série télévisée)